# 沈黙の断崖
沈黙の断崖(ちんもくのだんがい、原題：Fire Down Below）は1997年のアメリカ映画。日本公開当時のポスターとビデオ版のパッケージ裏には「沈黙シリーズ完結!」と謳われていたが『沈黙の戦艦』とは全く関係はなく、翌年には『沈黙の陰謀』が発売された（発売元は別）。1997年のラジー賞で数部門にノミネートされた。

## ストーリー
アメリカ環境保護庁の調査官ジャック・タガートは、親友の調査官の死をきっかけにある町で起こった有毒廃棄物の不当投棄事件を担当する。
ジャックは内部告発者や教会牧師の協力を得て、町に潜入することに成功する。しかし、よそ者を嫌う一部の住民から妨害を受ける。しかし、ジャックはたやすくそれを退け、有毒廃棄物を不当投棄する一味は対応に苦慮する。
そんな折、ジャックは町の人間から除け者にされているサラ・ケロッグという女性と出会う。彼女は父親を銃の暴発で死なせてしまっていたが、町の人間はサラが父親を殺したと思っていた。ジャックはサラを通して町の内情を調査するが、住民は全く協力的ではなかった。それは、オーリンという人物が経営する巨大企業の報復を恐れていたからなのだ。

## 登場人物
- ジャック・タガート

演 - スティーヴン・セガール
アメリカ環境保護庁の調査官。
- サラ・ケロッグ

演 - マーグ・ヘルゲンバーガー
町の人間から除け者にされている女性。養蜂をしている。父親は鉱山の事故で亡くなった。
- オーリン

演 - クリス・クリストファーソン
巨大企業の経営者。
- コットン

演 - ハリー・ディーン・スタントン
掃除夫。
- フランク・エルキンズ

演 - ジョン・ディール
ジャックの同僚。
- ボブ・グッドール

演 - レヴォン・ヘルム
牧師。
- オーリンJr

演 - ブラッド・ハント
オーリンの息子。会社の取締役。
- ロイド

演 - エド・ブルース
保安官。
- アル・ケロッグ

演 - スティーブン・ラング
サラの兄。
- ヘンリー・カー

演 - マイケル・マッティソン
町人。
- ミセス・カー

演 - イボンヌ・ポラード
町人。
- クリスティーン・カー

演 - ジュリー・ドーン・マリンズ
カー夫妻の娘。
- ウォルター・カー

演 - クレイ・ジーター
カー夫妻の息子。病気に侵されている。
- アルベルタ・カー

演 - チャーリー・J・エプリング
カー夫妻の娘。
- ベッツィ・ハミル

演 - ペギー・リン
雑貨屋の店員。
- パッツィ・ハミル

演 - パッツィ・リン
雑貨屋の店員。

## スタッフ
- 監督：フェリックス・エンリケス・アルカラ
- 製作：スティーヴン・セガール、ジュリアス・R・ナッソー
- 原案：ジェブ・スチュアート
- 脚本：ジェブ・スチュアート、フィリップ・モートン
- 撮影：トム・ホートン
- 音楽：ニック・グレニー＝スミス
- 美術：ジョー・アルヴス

## キャスト
| 役名                 | 俳優                         | 日本語吹替                                | 日本語吹替                     |
| 役名                 | 俳優                         | ソフト版                                  | テレビ朝日版                   |
| -------------------- | ---------------------------- | ----------------------------------------- | ------------------------------ |
| ジャック・タガート   | スティーヴン・セガール       | 玄田哲章                                  | 大塚明夫                       |
| サラ・ケロッグ       | マーグ・ヘルゲンバーガー     | 一柳みる                                  | 塩田朋子                       |
| オーリン             | クリス・クリストファーソン   | 堀勝之祐                                  | 大塚周夫                       |
| コットン             | ハリー・ディーン・スタントン | 田村勝彦                                  | 上田敏也                       |
| アル・ケロッグ       | スティーブン・ラング         | 古澤徹                                    | 石塚運昇                       |
| オーリンJr           | ブラッド・ハント             | 落合弘治                                  | 森川智之                       |
| ボブ・グッドール     | レヴォン・ヘルム             | 佐々木梅治                                | 大木民夫                       |
| チック・ラーセン     | ブルー・デッカート           | 星野充昭                                  | 福田信昭                       |
| ロイド保安官         | エド・ブルース               | 中博史                                    | 宝亀克寿                       |
| ハッチ               | マーク・コリー               | 稲葉実                                    | 中多和宏                       |
| シムズ               | アレックス・ハーヴェイ       | 立木文彦                                  | 手塚秀彰                       |
| ピンプル             | スコット・L・シュワルツ      | 天田益男                                  | 天田益男                       |
| フィル・プラット     | リチャード・メイサー         | 宝亀克寿                                  | 辻親八                         |
| ケン・アダムス       | ランディ・トラヴィス         | 松本大                                    | 寺杣昌紀                       |
| フランク・エルキンズ | ジョン・ディール             | 古澤徹                                    | 寺杣昌紀                       |
| トッド               | アーニー・ライブリー         | 北川勝博                                  | 小山武宏                       |
| ヘンリー・カー       | マイケル・マッティソン       | 北川勝博                                  | 伊藤和晃                       |
| ミセス・カー         | イボンヌ・ポラード           | 台詞なし                                  | 台詞なし                       |
| クリスティーン・カー | ジュリー・ドーン・マリンズ   | 増田ゆき                                  | 浅野るり                       |
| ウォルター・カー     | クレイ・ジーター             | 津村まこと                                | 鈴木正和                       |
| アルベルタ・カー     | チャーリー・J・エプリング    | 黒田弥生                                  | 高森奈緒                       |
| ベッツィ・ハミル     | ペギー・リン                 | 吉田美保                                  | 野沢由香里                     |
| パッツィ・ハミル     | パッツィ・リン               | 岡本章子                                  | 林佳代子                       |
| 店主                 | ダン・ビーン                 | 北川勝博                                  | 仲野裕                         |
| 弁護士               | デヴィッド・ブリスビン       | 青山穣                                    | 仲野裕                         |
| FBI捜査官            | マイケル・クラウィック       | 青山穣                                    | 田中正彦                       |
| 判事                 | エラライノ                   | 真山亜子                                  | 野沢由香里                     |
| 日本語版制作スタッフ |                              |                                           |                                |
| 演出                 | 演出                         | 蕨南勝之                                  | 向山宏志                       |
| 翻訳                 | 翻訳                         | 平田勝茂                                  | 徐賀世子                       |
| 調整                 | 調整                         | 土屋雅紀                                  | 兼子芳博                       |
| 録音                 |                              | 土屋雅紀                                  |                                |
| 効果                 | 効果                         | 中西真澄                                  | VOX                            |
| プロデューサー       | プロデューサー               | 東慎一                                    |                                |
| 制作                 | 制作                         | ワーナー・ホーム・ビデオ プロセンスタジオ | コスモプロモーション           |
| 初回放送             | 初回放送                     | N/A                                       | 2000年6月11日 『日曜洋画劇場』 |